# Seututie 209
Pour les articles homonymes, voir Route 209.
La route régionale 209 (finnois : Seututie 209) est une route régionale allant de Kiukainen à Eura jusqu'à Panelia à Eura en Finlande,,.

## Présentation
La seututie 209 est une route régionale de Satakunta.